# Sozialistisches Patientenkollektiv

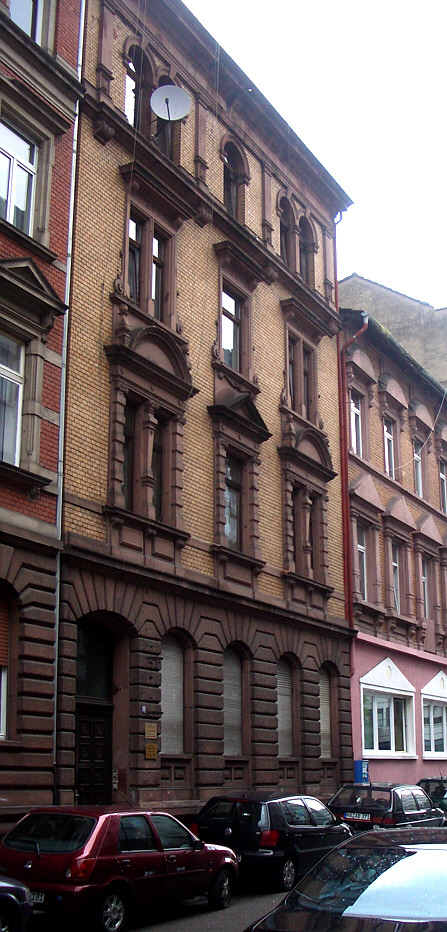
SPK:s byggnad i Mannheim 2005.

Sozialistisches Patientenkollektiv, SPK, senare även kallat Patientenfront, ty. ’Socialistiska patientkollektivet’, bildades 1970 av den tyske psykiatern Wolfgang Huber vid universitetet i Heidelberg.
Enligt Hubers teori var det inte främst den enskilda individen utan snarare det omgivande samhället som var psykiskt sjukt. Han menade att det borde vara patienterna som botade samhället, inte tvärtom. Med denna övertygelse grundade Huber sitt "socialistiska patientkollektiv", till vilket en rad revolutionära tyska ungdomar, diagnostiserade med mer eller mindre uttalade psykiska störningar, anslöt sig. Ungdomarnas behandling bestod främst av ideologiska gruppdiskussioner.
Bland SPK:s medlemmar fanns Klaus Jünschke, Margrit Schiller, Lutz Taufer, Bernhard Rössner, Hanna Krabbe, Friederike Krabbe, Karl-Heinz Dellwo, Ulrich Wessel, Siegfried Hausner, Elisabeth von Dyck, Ralf Baptist Friedrich och Sieglinde Hofmann.